# Marc Raquil
Marc Raquil (* 2. dubna 1977, Créteil) je bývalý francouzský atlet, mistr Evropy v běhu na 400 metrů a mistr světa, mistr Evropy a halový mistr Evropy ve štafetě na 4 × 400 metrů.

## Kariéra
V roce 2000 vybojoval bronzovou medaili na halovém ME v belgickém Gentu. V témže roce reprezentoval na letních olympijských hrách v Sydney, kde ve finále čtvrtkařské štafety finišoval za francouzské kvarteto, které skončilo na 4. místě. V individuálním závodě skončila jeho cesta ve čtvrtfinále.

### Paříž 2003
Na MS v atletice 2003 v Paříži původně doběhl ve finále v novém národním rekordu 44,79 s na 3. místě. Později však byl kvůli dopingu diskvalifikován z prvního místa Američan Jerome Young a Raquil se posunul na stříbrnou pozici. Bronz dodatečně získal Michael Blackwood z Jamajky. Až o rok později bylo diskvalifikováno americké kvarteto, které vybojovalo v sestavě Calvin Harrison, Tyree Washington, Derrick Brew a Jerome Young zlaté medaile ve štafetě na 4 × 400 metrů. V týmu vítězů totiž neměl startovat Calvin Harrison, který před šampionátem měl pozitivní dopingový nález. Titul ze čtvrtkařské štafety tak dostalo francouzské kvarteto, za které kromě Raquila běžel také Stéphane Diagana, Leslie Djhone a Naman Keïta.